# Waldemar Majewski
Waldemar Majewski (ur. 8 września 1950 w Poznaniu) – polski perkusista rozrywkowy i jazzowy.

## Życiorys
Ukończył poznańskie Technikum Energetyczne. W latach 1971–1976 był uczniem tamtejszego Liceum Muzycznego, zaś w latach 1976–1980 studentem Akademii Muzycznej im. Ignacego Jana Paderewskiego w Poznaniu. W wieku 16 lat zadebiutował, grając w zespole Shapes Of Our Cadillac, który powstał w 1966 w Poznaniu, zaś jego skład współtworzyli także: Andrzej Ellmann (gitara), Przemysław Nowicki (organy) i Marek Wojciechowski (gitara basowa). W latach 1972–1975 współpracował z kabaretem Tey, w międzyczasie także z poznańskim zespołem Aspekt, a w latach 1975–1976 z grupą Wojciecha Skowrońskiego „Blues & Rock” w której barwach nagrał album pt. Wojciech Skowroński (maj 1976). Następnie powrócił do pracy z kabaretem Tey, zaś od połowy 1976 roku występował w Orkiestrze Rozrywkowej PRiTV p/d Zbigniewa Górnego, skąd w 1980 na rok przeszedł do zespołu Urszuli Sipińskiej. Ponadto akompaniował takim wykonawcom, jak m.in.: Krzysztof Krawczyk, Eleni, a także zespołem Musette Quartet pod kier. Wiesława Prządki. W latach 1981–1990 pracował w Norwegii, zaś będąc w kraju występował ponownie z poznańską Orkiestrą Rozrywkową p/d Z. Górnego (w latach 1984–1986), z którą dokonał wielu nagrań radiowych. Nadal jest aktywnym muzykiem. 